# Paquita Sánchez
Paquita Sánchez (Alacant) fou una política socialista liberal valenciana.

## Biografia
Durant la Guerra Civil, fou dirigent de l'Agrupació de Dones Antifeixistes d'Alacant i responsable almenys del seu secretariat de Cultura. Va participar en mítings de Dones Antifeixistes per la província.
Aquesta organització va centrar la seua tasca en campanyes d'ajuda i de recollida de donatius, en l'assistència a hospitals i a refugiats, en actes en demanda de la incorporació de les dones al treball i la confecció de roba per al front o en la celebració del 8 de març el 1938.
Paquita Sánchez, socialista igual que dones com Victoria Castro, també era integrant del Comitè Provincial d'Enllaç PSOE-PCE el 1937.
En una entrevista afirmà que la incorporació de les dones a la lluita era decidida i que el treball del PSOE en el conflicte era «guanyar la guerra sense perdonar-hi cap sacrifici», ja que al seu judici la solució a la guerra era «l'anihilació total del feixisme», atès que «Espanya defensa les llibertats de tots els proletaris del món i en els seus camps s'estan lliurant les batalles decisives contra el feixisme internacional» (Pluma Roja, Novelda, 3 de juliol de 1937).
El 1938, com a integrant de la Comissió Executiva de la Federació Provincial Socialista, fou designada per a marxar al front en representació de la Comissió en la delegació del Socors Roig Internacional.